# Vzajemni bibliografski sistem COBISS
COBISS (kratica za Co-operative Online Bibliographic System & Services, slovensko Kooperativni online bibliografski sistem in servisi) je slovenski knjižnični informacijski sistem, ki ga je razvil mariborski Institut informacijskih znanosti (IZUM). COBISS je organizacijski model povezovanja knjižnic v nacionalni knjižnični informacijski sistem z vzajemno katalogizacijo, vzajemno bibliografsko-kataložno bazo podatkov COBIB in lokalnimi bazami podatkov sodelujočih knjižnic, bazo podatkov o knjižnicah COLIB, normativno bazo podatkov CONOR ter s številnimi drugimi viri in funkcijami.
Slovenskim uporabnikom sistema je poleg dostopa do navedenih baz omogočen še dostop do baz podatkov SGC, CORES in ELINKS ter ločen dostop do naslednjih virov oziroma baz podatkov, ki so sicer integrirani v sistem COBISS: JCR, SNIP, DOK/UKM in ZAL/ISBN.
Sistem COBISS uporabljajo knjižnični sistemi Slovenije (COBISS.SI), Albanije (COBISS.AL), Bosne in Hercegovine (COBISS.BH in COBISS.RS), Bolgarije (COBISS.BG), Makedonije (COBISS.MK), Srbije (COBISS.SR), Črne gore (COBISS.CG) in Kosova (COBISS.KS). Vsi ti sistemi so povezani v mrežo COBISS.net.
Končnim uporabnikom sta za iskanje gradiva po bazah vseh knjižnic, vključenih v nacionalni sistem COBISS, na voljo spletna aplikacija COBISS+ in njena različica mCOBISS, namenjena za mobilne naprave.